# Монтекристо (телесериал, 2006, Аргентина)
«Монтекри́сто» (другое название «Монтекристо.Любовь и месть») — телесериал, детективная мелодрама, 145 серий, современное прочтение романа Александра Дюма «Граф Монте-Кристо».
Производство аргентинской студии «Телефе». Сценарий — Марсело Наччи, режиссёр — Адриана Лоренсон.
В России сериал шёл в 2006 г. с 25 апреля по 27 декабря.

## В ролях
- Пабло Эчарри (Pablo Echarri) — Сантьяго Диас Эррера / Aлехандро
- Паола Крум (Paola Krum) — Лаура Ледесма
- Вивиана Сакконе (Viviana Saccone) — Виктория
- Хоакин Фурриель (Joaquin Furriel) — Mаркос
- Мария Абади (Maria Abadi) — Эрика
- Рита Кортесе (Rita Cortese) — Саритa
- Луис Мачин (Luis Machin) — Росаморa
- Роберто Карнаги (Roberto Carnagi) — Лисандрo
- Вирхиния Лаго (Virginia Lago) — Элена
- Эстебан Перес (Esteban Perez) — Лусианo
- Оскар Феррейро (Oscar Ferreiro) — Aльбертo
- Селина Фонт (Celina Font) — Mиленa
- Виктория Рауч (Victoria Rauch) — Валентина
- Марио Пассик (Mario Passik) — Орасио Диас Эррера
- Орасио Рока (Horacio Roca) — Педрo
- Мария Онетто (Maria Onetto) — Летисия
- Максимилиано Гионе (Maximiliano Ghione) — Рамон
- Моника Скаппароне (Monica Scapparone) — Лолa
- Мильтон де ла Каналь (Milton De La Canal) — Maтиас

## Сюжет
Действие начинается в 1995 году. Маркос Ломбардо вместе со своим другом Сантьяго Диасом Эррерой отправляются на соревнования по фехтованию в Марокко. Отец Маркоса, Альберто связан с пытками людей во времена хунты в Аргентине, а отец Сантьяго Орасио ведёт следствие по поводу исчезновения людей во времена военного режима и медицинских экспериментов на роженицах. Альберто устраивает убийство Орасио. В Марокко после провокаций подстроенных тем же Альберто Сантьяго оказывается в тюрьме. Маркос предаёт друга и возвращается в Аргентину.
Далее действие переносится в наши дни, в 2006 год. Сантьяго удаётся бежать из тюрьмы. Он возвращается для мести в Буэнос-Айрес...
Сериал демонстрировался на канале RTVi в переводе на русский язык.
В 2008 году компанией «Amedia» была снята российская версия сериала с адаптацией к российской действительности. В 2006—2007 годах также была снята соответствующая адаптация в Мексике и Чили